# Jean Richepin
Jean Richepin, nacido en Médéa (Argelia) el 4 de febrero de 1849 y fallecido en París el 12 de diciembre de 1926, fue un poeta, novelista y autor dramático francés.
Su obra más conocida, La Chanson des Gueux (La canción de los mendigos), fue publicada en 1876. El libro se consideró escandaloso y su autor fue condenado a un mes de cárcel por atentar contra las buenas costumbres. 
En 1908, fue elegido miembro de la Academia francesa. También fue nombrado Comandante de la Legión de Honor.
Gabriel Fauré puso música a los poemas de Richepin, Larmes (lágrimas) y Au cimetière (en el cementerio).
Georges Brassens compuso la melodía e interpretó dos poemas de Richepin: Les oiseaux de passage (las aves de paso) y Les Philistins (los filisteos), cuyo título original era Chanson des cloches de baptême (canción de las campanas del bautismo).